# 金谷村 (京都府)
金谷村（かなやむら）は、京都府天田郡にあった村。現在の福知山市の西部、山陰本線・上川口駅と下夜久野駅の間の地域にあたる（両駅自体は村域に含まない）。

## 地理
- 河川：牧川

## 歴史
- 1889年（明治22年）4月1日 - 町村制の施行により、猪野々村・梅谷村・田和村・宮垣村の区域をもって発足。
- 1955年（昭和30年）4月1日 - 福知山市に編入。同日金谷村廃止。

## 交通

### 鉄道路線
村域を日本国有鉄道の山陰本線が通過したが、駅は所在しなかった。

### 道路
- 国道9号